# تک‌تیرانداز: حمله مجدد
تک تیرانداز: حمله مجدد (به انگلیسیSniper: Reloaded) یک فیلم ویدئوی آمریکایی محصول سال ۲۰۱۱ میلادی به کارگردانی کلودیو فوه و چهارمین قسمت از سری فیلم‌های تک‌تیرانداز است.
این فیلم برای اولین بار است که شخصیت توماس بکت (ترسیم شده توسط تام برنگر) را ندارد. در عوض، پسرش براندون (که توسط چاد مایکل کالینز به تصویر کشیده شده‌است) را معرفی می‌کند. همچنین، بیلی زین نقش اول خود را در نقش ریچارد میلر از فیلم اول تکرار می‌کند.

## خلاصه داستان فیلم
داستان در مورد مردی است که سعی دارد تک تیراندازی را که مدتها قبل به گروه آن‌ها در عملیات کنگو حمله کرده بوده را بیابد و انتقام بگیرد …

## بازیگران
- چاد مایکل کالینز در نقش براندون بکت
- بیلی زین در نقش ریچارد میلر
- ریچارد زامل در نقش سرهنگ رالف جاگر
- پاتریک لیستر در نقش مارتین چندلر
- آنابل رایت در نقش ستوان الن آبراموویتز
- کایلا پرویت
- جاستین استریود